# ATP Challenger Kamnik
Der ATP Challenger Kamnik (offiziell: KIK Group Open) war ein Tennisturnier, das 2001 einmal in Kamnik, Slowenien, stattfand. Es gehörte zur ATP Challenger Tour und wurde im Freien auf Sand gespielt.

## Liste der Sieger

### Einzel
| Jahr | Sieger        | Finalgegner       | Ergebnis       |
| ---- | ------------- | ----------------- | -------------- |
| 2001 | Željko Krajan | Vasilis Mazarakis | 6:2, 3:6, 7:67 |

### Doppel
| Jahr | Sieger                         | Finalgegner                          | Ergebnis      |
| ---- | ------------------------------ | ------------------------------------ | ------------- |
| 2001 | Igor Brukner Jaroslav Levinský | Salvador Navarro Vincenzo Santopadre | 6:3, 1:6, 6:4 |